# 피펫

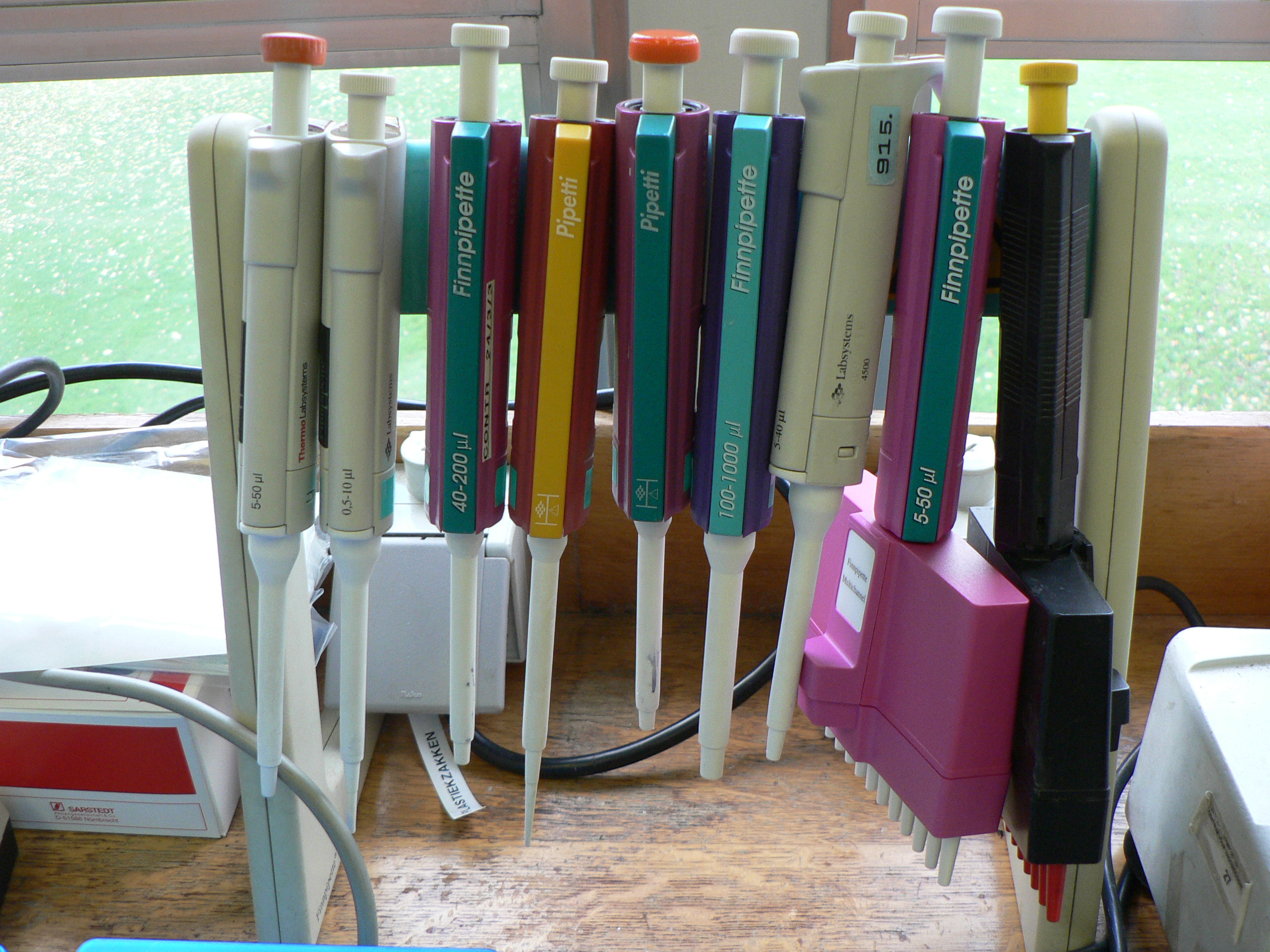
마이크로 피펫

피펫(영어: pipette) 또는 파이펫, 스포이트(네덜란드어: spuit→주사기)는 작은 양의 액체를 옮기는 데에 쓰는 실험 도구로, 자연과학 실험에 사용되는 실험 기구 중 하나이다. 또한 액체나 기체의 부피를 정밀하게 측정할 수 있다. 눈금 피펫과 홀 피펫, 마이크로 피펫 등이 있다. 정밀한 양을 옮기기 위해 고안된 기구이므로 100mL 정도의 용액을 옮기기엔 적합하지 않다. 100mL 정도면 피펫이 아니라  플라스크를 이용한다.

## 종류

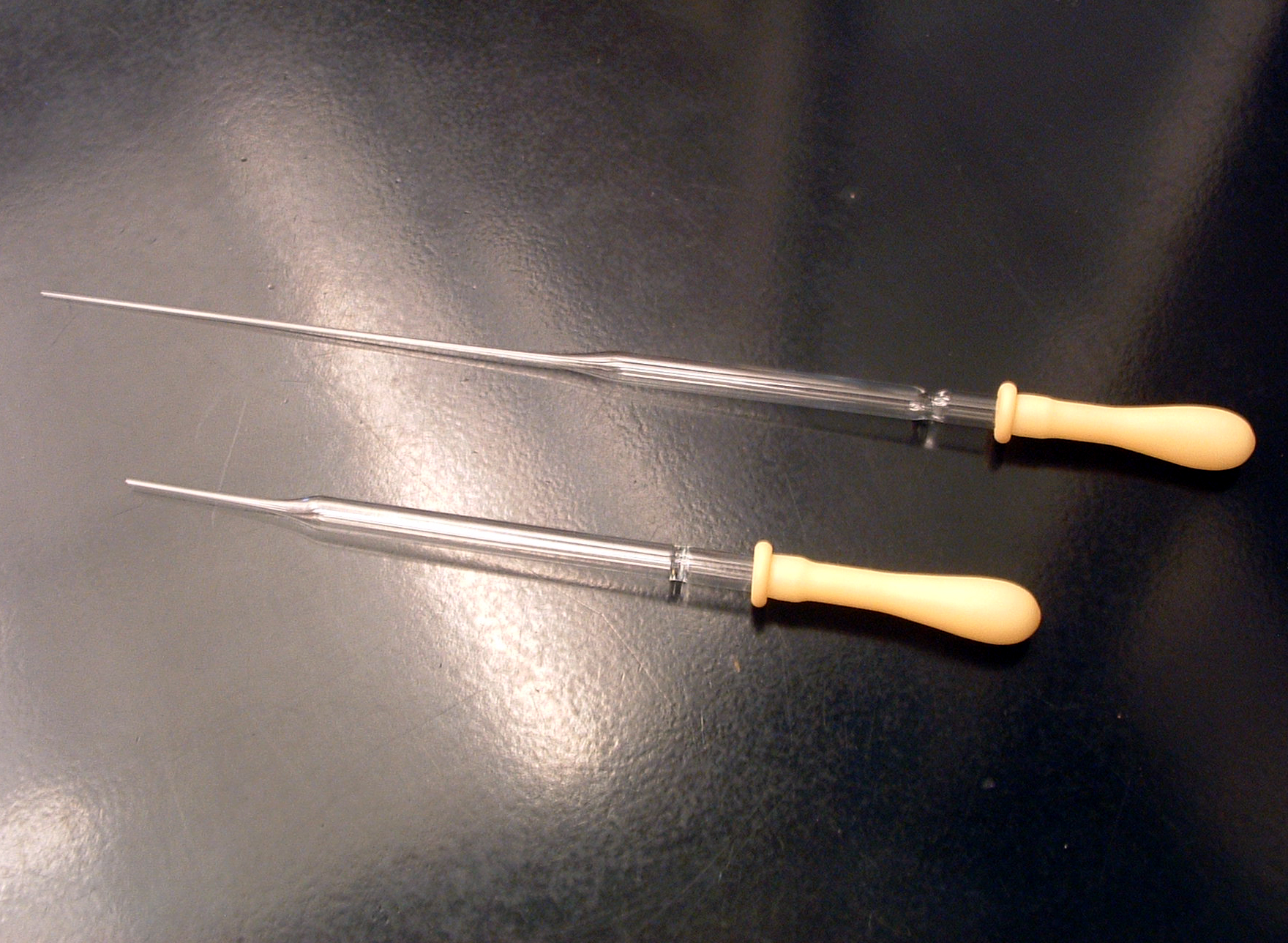
파스퇴르 피펫

한국어권에서는 보통 고무주머니가 달려 있거나 전체가 플라스틱으로 된 것 등을 ‘스포이트’라고 부르고, 실험용으로 쓰는 것을 ‘피펫’이라 부른다. 눈금 피펫은 정해진 범위 안에서 원하는 부피를 자유롭게 취할 수 있지만 정밀도는 홀 피펫에 비해 떨어지는 단점이 있다. 홀 피펫은 10mL 또는 20mL 등 일정량의 액체를 취할 때 사용한다. 대신 그 외의 부피는 취하지 못한다. 눈금이 없기 때문이다. 그밖에 점적 피펫이나 가스 피펫도 있지만 특별한 실험이 아니면 안 쓴다. 이렇듯 피펫에도 종류는 많지만 실제 실험실에서는 마이크로 피펫만 쓰는데, 마이크로 피펫이 눈금 피펫과 홀 피펫의 장점을 모두 갖고 있기 때문이다. 물론 그만큼 가격이 훨씬 비싼 게 단점이다.

## 사용법
피펫으로 액체를 취할 때는 필러를 사용하도록 하고 입으로 빨아들이지 않도록 한다. 또한 피펫에 액체를 넣은 채 돌아다니지 않아야 한다. 홀 피펫의 경우에 피펫에 표시된 양을 정확히 얻기 위해서는 액체가 모두 흘러 내린 후 오른손 둘째 손가락으로 피펫의 윗구멍을 막고 왼손으로 피펫의 중앙부분을 가볍게 쥐어 피펫의 끝에 남은 액체를 떨어뜨려야 한다. 눈금 피펫의 경우에는 피펫 끝의 액체를 취하지 않아야 한다.
가장 중요한 것은 필러 사용인데 피펫에 입을 대면 입으로 시약이 들어가거나 시약의 증기가 흡입될 수 있기 때문에 필러를 꼭 사용해야한다. 필러에도 두 가지 종류가 있는데 각각 스포이드 방식, 슬라이드 방식이다. 스포이드 방식 필러는 구멍이 세 개고 구멍마다 용도가 다르지만 복잡하고 익히기도 어려워서 요즘은 그냥 슬라이드 방식을 쓴다. 그냥 필러에 피펫을 꽂아서 옆에 달린 톱니바퀴만 돌리면 액체를 쉽게 취할 수 있기 때문이다.

1.A를 누르고 공기압축주머니를 눌러 밸브의 공기를 빼준다.
2.S를 눌러 액체를 빨아들인다.
3.E를 눌러 액체를 배출한다.
4.E옆의 구멍을 막고 E를 눌러 피펫내의 남은액체를 배출한다

## 피펫필러
|                        |
| 피펫과 피펫필러의 구조 |

## 피펫 관리
검사실에 있는 Micro pipette의 양이 정확하게 분주되는지의 여부를 확인한다. 가변형, 고정형의 피펫의 정확도,정밀도를 측정한다. 검사 방법은 온도와 측량컵의 무게를 측정하고 피펫의 표준 작동법에 따라 증류수를 측량컵에 옮기는 것을 10번 정도 반복하는 것이다. 피펫 사용 후 볼륨을 최대로 맞추어놔야 한다. 피펫은 스프링 구조로 되어있기 때문에 장력에 영향을 줄 수 있기 때문이다.

## 참고 문헌
- 이 문서에는 다음커뮤니케이션(현 카카오)에서 GFDL 또는 CC-SA 라이선스로 배포한 글로벌 세계대백과사전의 내용을 기초로 작성된 글이 포함되어 있습니다.